# Наводнение на Хуанхэ 1887 года
Наводнение на Хуанхэ 1887 года — стихийное бедствие в Империи Цин, которое началось в конце сентября 1887 года и унесло жизни по меньшей мере 930 тысяч человек. По некоторым оценкам общее число жертв наводнения на реке Хуанхэ 1887 года составило около двух миллионов человек, причём половина из них погибла в результате распространившейся на фоне катастрофы пандемии, что усугублялось тем, что миллионы людей остались без крова и не имели возможности соблюдать элементарную для обычной жизни гигиену.
Большинство источников датой начала наводнения называют 28 сентября 1887 года, хотя очевидно, что проливные дожди спровоцировавшие катастрофу начались несколько ранее. Берега Жёлтой реки являлись на тот момент одними из самых густонаселённых районов Китая.
Крестьяне, живущие возле Жёлтой реки в Китае, строили дамбы, чтобы задерживать воды реки, для использования их в сельскохозяйственных целях; дамбы становились всё выше, а для их строительства использовались растущие вдоль берегов деревья, которые, до прихода человека, служили естественной защитой от наводнений. Сама же древесина обладала довольно ограниченным запасом прочности, который со временем, под воздействием влаги, только уменьшался. 28 сентября одна из дамб в Хуаюанькоу (ныне часть Чжэнчжоу) не выдержала и вода устремилась вниз по течению разрушая плотину за плотиной; получился эффект снежного кома и более 130 тысяч квадратных километров суши остались под водой.
Поскольку не существует международной единицы измерения силы наводнения, ее обычно классифицируют по размеру нанесенного ущерба, глубине воды и количеству жертв. Наводнение на Хуанхэ 1887 года было менее смертоносно, чем наводнение в Китае 1931 года, но является одной из самых больших по числу жертв природных катастроф.